# Hylaea cedricola
Hylaea cedricola är en fjärilsart som beskrevs av Eugen Wehrli 1929. Hylaea cedricola ingår i släktet Hylaea och familjen mätare. Inga underarter finns listade i Catalogue of Life.